# 鈴木久美子
鈴木 久美子（すずき くみこ、1982年8月7日 - ）は、日本のフリーアナウンサー。千葉県出身。日本女子体育大学体育学部卒業。ジョイスタッフに所属していた。

## 人物
- 身長：166cm
- 趣味：マラソン
- 特技：スポーツ心理学を考えながら選手の動きを見ること、野球のスコアブックを書くこと、モダンダンス

## 出演
- ラジオ日本 「ラジオ日本マリーンズナイター」 スタンドリポーター
- エフエム世田谷 「せたがや魅どころＱ」 パーソナリティ
- 厚木伊勢原ケーブルネットワーク 「こちらワクワク情報局」 お店リポーター
- J:COM東関東 「home town 東葛」 リポーター
- 文化放送 「超!A&G+ナビ」 パーソナリティー
- ラジオ日本 「ミュージック・パワーステーション」 リポーター
- 文化放送 「そん♪Song MUSEUM PAST」 パーソナリティー
- 千葉テレビ 「マリーンズインフォメーション」 リポーター
- 日野ケーブルテレビ 「NEWSクリップ日野」 キャスター
- NHK-FM 「気ままにクラシック」 パーソナリティー
- 文化放送 「Voice A＆G Digital 鈴木久美子の超ラジ!」 パーソナリティー
- テレビ埼玉 「きらめきいっぱいさいたま市」 リポーター